# Mohammad Al-Marmour
Mohammad Al-Marmour (Laodicea, 17 settembre 1995) è un calciatore siriano, centrocampista dell'Al-Ahed e della nazionale siriana.

## Carriera

### Club
Ha esordito tra i professionisti nel 2013 con il Tishrin; club della prima divisione siriana; nel 2017 si è trasferito ai libanesi del Safa, ma dopo una sola stagione trascorsa nella prima divisione libanese ha fatto ritorno al Tishrin, con cui nel 2020 ha anche vinto un campionato ed ha esordito nelle competizioni internazionali per club dell'AFC, prendendo parte alla Coppa dell'AFC 2021.

### Nazionale
Nel 2019 ha esordito nella nazionale siriana, in una partita di qualificazione ai Mondiali del 2022 vinta per 2-1 contro le Maldive.

## Statistiche

### Cronologia presenze e reti in nazionale
| Cronologia completa delle presenze e delle reti in nazionale ― Siria | Cronologia completa delle presenze e delle reti in nazionale ― Siria | Cronologia completa delle presenze e delle reti in nazionale ― Siria | Cronologia completa delle presenze e delle reti in nazionale ― Siria | Cronologia completa delle presenze e delle reti in nazionale ― Siria | Cronologia completa delle presenze e delle reti in nazionale ― Siria | Cronologia completa delle presenze e delle reti in nazionale ― Siria | Cronologia completa delle presenze e delle reti in nazionale ― Siria |
| Data                                                                 | Città                                                                | In casa                                                              | Risultato                                                            | Ospiti                                                               | Competizione                                                         | Reti                                                                 | Note                                                                 |
| -------------------------------------------------------------------- | -------------------------------------------------------------------- | -------------------------------------------------------------------- | -------------------------------------------------------------------- | -------------------------------------------------------------------- | -------------------------------------------------------------------- | -------------------------------------------------------------------- | -------------------------------------------------------------------- |
| 10-10-2019                                                           | Dubai                                                                | Siria                                                                | 2 – 1                                                                | Maldive                                                              | Qual. Mondiali 2022                                                  | -                                                                    | 56’                                                                  |
| 15-10-2019                                                           | Dubai                                                                | Siria                                                                | 4 – 0                                                                | Guam                                                                 | Qual. Mondiali 2022                                                  | -                                                                    | 66’                                                                  |
| 14-11-2019                                                           | Dubai                                                                | Siria                                                                | 2 – 1                                                                | Cina                                                                 | Qual. Mondiali 2022                                                  | -                                                                    | 81’                                                                  |
| 18-11-2019                                                           | Dubai                                                                | Siria                                                                | 1 – 0                                                                | Filippine                                                            | Qual. Mondiali 2022                                                  | -                                                                    | 75’                                                                  |
| 7-10-2021                                                            | Seul                                                                 | Corea del Sud                                                        | 2 – 1                                                                | Siria                                                                | Qual. Mondiali 2022                                                  | -                                                                    | 64’                                                                  |
| Totale                                                               |                                                                      | Presenze                                                             | 5                                                                    |                                                                      | Reti                                                                 | 0                                                                    |                                                                      |

## Palmarès

### Club

#### Competizioni nazionali
- Campionato siriano: 1

Tishrin: 2020